# Bitmap Distribution Format
Pour les articles homonymes, voir BDF.
Bitmap Distribution Format abrégé BDF est un format de description de fonte de caractères définie par une image matricielle, développé par Adobe Systems,. Il se présente sous la forme d'un simple fichier texte.

## Exemple
Cet exemple contient un glyphe, pour la lettre ASCII ISO-10646 de code 65 ou “A”. Ce glyphe provient de la police GNU Unifont.
| STARTFONT 2.1 FONT -gnu-unifont-medium-r-normal--16-160-75-75-c-80-iso10646-1 SIZE 16 75 75 FONTBOUNDINGBOX 16 16 0 -2 STARTPROPERTIES 2 FONT_ASCENT 14 FONT_DESCENT 2 ENDPROPERTIES CHARS 1 STARTCHAR U+0041 ENCODING 65 SWIDTH 500 0 DWIDTH 8 0 BBX 8 16 0 -2 BITMAP 00 00 00 00 18 24 24 42 42 7E 42 42 42 42 00 00 ENDCHAR ENDFONT | Représentation décodée de l'exemple avec tracé hexadécimal 00 00000000 -------- 18 00011000 ---██--- 24 00100100 --█--█-- 42 01000010 -█----█- 7E 01111110 -██████- 42 01000010 -█----█- 00 00000000 -------- .. .248124. .248124. |

## Mots clés

### Mots clés généraux
| Mot clé         | Paramètres                                                           | Définition                            |
| --------------- | -------------------------------------------------------------------- | ------------------------------------- |
| STARTFONT       | %version de la police%                                               | Début de la définition                |
| COMMENT         | %texte%                                                              | Commentaire                           |
| FONT            | %nom%                                                                | Nom de la fonte                       |
| SIZE            | %dimension du point% %résolution horizontale% %résolution verticale% | taille                                |
| FONTBOUNDINGBOX | %largeur% %hauteur% %x% %y%                                          | Boîte entourant la police             |
| STARTPROPERTIES | %nombre de propriétés%                                               | Début de la définition des propriétés |
| ENDPROPERTIES   |                                                                      | Fin de la définition des propriétés   |
| CHARS           | %nombre de caractères%                                               | Début de la définition des caractères |
| ENDFONT         |                                                                      | Fin de la définition                  |

### Liste des propriétés
| Propriété        | Paramètres | Définition                                |
| ---------------- | ---------- | ----------------------------------------- |
| FOUNDRY          | %texte%    | créateur                                  |
| FAMILY           | %texte%    | famille                                   |
| WEIGHT_NAME      | %texte%    | type de poids (gras, etc.)                |
| SLANT            | %texte%    |                                           |
| SETWIDTH_NAME    | %texte%    | type de largeur                           |
| ADD_STYLE_NAME   |            |                                           |
| PIXEL_SIZE       | %nombre%   | taille en pixels                          |
| POINT_SIZE       | %nombre%   | taille en points                          |
| RESOLUTION_X     | %nombre%   |                                           |
| RESOLUTION_Y     | %nombre%   |                                           |
| SPACING          | %nombre%   | nombres de pixels entre caractères        |
| AVERAGE_WIDTH    | %nombre%   | largeur moyenne                           |
| CHARSET_REGISTRY | %texte%    | type de table de caractère (ISO/CEI 8859) |
| CHARSET_ENCODING | %nombre%   | type de codage                            |
| MIN_SPACE        | %nombre%   | fin de la définition                      |
| FONT_ASCENT      | %nombre%   | partie ascendante                         |
| FONT_DESCENT     | %nombre%   | partie descendante                        |
| COPYRIGHT        | %texte%    | droit d'auteur                            |
| NOTICE           | %texte%    | notice                                    |

### Définition d'un caractère
| Propriété          | Paramètres                          | Définition                          |
| ------------------ | ----------------------------------- | ----------------------------------- |
| STARTCHAR          | %nom du caractère%                  | Début de la définition du caractère |
| SWIDTH             | %texte%                             |                                     |
| BBX                | %texte%                             |                                     |
| ATTRIBUTES         | %Nombre hexadecimal%                |                                     |
| BITMAP             | %texte%                             | Début de la définition des pixels   |
| Nombre hexadecimal | exemple: 0380 ⇒ 0000 0011 1000 0000 | Ligne horizontale d'un caractère    |
| ENDCHAR            | %texte%                             | Fin de la définition du caractère   |